# エリアス・アンビュール
エリアス・アンビュール (Elias Ambühl、1992年3月26日 - ）は、スイスのフリースキーヤー。Winter X Gamesのスロープスタイル種目で3つのブロンズメダルを獲得。ソチオリンピックのスロープスタイル種目にスイス代表として出場し22位。

## 成績
2015年に開催されたWinter X Games XIXでは、ビッグエア種目でヴィンセント・ガニエ、ボビー・ブラウンに続きブロンズメダル。同大会では唯一スイッチトリプルコーク1800に挑戦した。

## スポンサー
- アトミック